# Montreuil-le-Gast
Montreuil-le-Gast är en kommun i departementet Ille-et-Vilaine i regionen Bretagne i nordvästra Frankrike. Kommunen ligger i kantonen Saint-Aubin-d'Aubigné som tillhör arrondissementet Rennes. År 2022 hade Montreuil-le-Gast 2 048 invånare.

## Befolkningsutveckling
Antalet invånare i kommunen Montreuil-le-Gast
Referens:INSEE